# Квітка-семибарвиця (мультфільм)
«Квітка-семибарвиця» — радянський мальований мультфільм, поставлений у 1948 році на студії «Союзмультфільм» режисером Михайлом Цехановським за однойменною казкою (1940) Валентина Катаєва.

## Сюжет
Маленька дівчинка Женя отримала в подарунок від бабусі чарівну квітку з сімома різнокольоровими пелюстками. "Лети-лети пелюстки, через захід на схід, облети навколо землі, бути по-моєму вели". Так, за його допомогою можуть бути виконані сім бажань дівчинки. Шість із них вона витратила даремно і не отримала жодного задоволення. А ось сьомою рожевою пелюсткою, вона допомогла хлопчикові Віті бути здоровим.

## Творці
- Сценарист - Валентин Катаєв
- Вірші - Михайла Вольпіна
- Режисер - Михайло Цехановський
- Художники-постановники: Лев Мільчин, Віра Роджеро
- Композитор - Юрій Левітін
- Режисер-консультант - Віктор Громов
- Асистент режисера - Віра Цехановська
- Оператор - Михайло Друян
- Звукооператор - С. Ренський
- Монтажер - Лідія Кякшт
- Художники-мультиплікатори: Петр Рєпкін, Лідія Резцова, Фаїна Єпіфанова, Федір Хитрук, Олександр Бєляков, Дмитро Бєлов, Тетяна Таранович, Тетяна Федорова, Лев Попов
- Художник по фонах - Ірина Троянова
- Технічний асистент - Наталія Орлова

## В ролях
- Бабуся/Мама Жені — Тетяна Баришева
- Женя/дівчинка з лялькою Матильдою — Наталія Защипіна
- Вітя/хлопці у дворі у Жені — Борис Омехін
- Білий ведмідь — Володимир Готовцев

## Українське закадрове озвучення
Українською мовою озвучено студією «Так Треба Продакшн» на замовлення телеканалу «К1» у 2017 році. Ролі озвучували: Володимир Терещук і Вікторія Москаленко.

## Нагороди
- 1949 - IV Міжнародний Кінофестиваль у Маріанську-Лазні (ЧССР) - Премія за найкращий фільм для дітей